# Pertev Naili Boratav
Pertev Naili Boratav, Geburtsname Mustafa Pertev, türkisch Pertev Naılî Boratav, bulgarisch Пертев Наили Боратав (geb. 2. September 1907 in Darıdere, Osmanisches Reich (heute Slatograd, Bulgarien); gest. 16. März 1998 in Paris, Frankreich) war ein türkischer Volkskundler, Turkologe und Märchensammler. Er wurde als „Gründervater der türkischen Volkskunde während der Republik“ bezeichnet.

## Leben
Boratav wurde 1907 in Darıdere als zweites Kind eines hochrangigen Beamten geboren. Als Boratav zwei Jahre alt war, zog seine Familie nach Eğridere in der anatolischen Provinz, wohin sein Vater versetzt worden war. Die Familie wohnte nacheinander in verschiedenen Städten im Sandschak Gümülcine des Osmanischen Reichs, je nachdem, wohin sein Vater versetzt wurde. Den größten Eindruck hinterließ Mudurnu, wo Boratavs Eltern sich letztendlich niederließen. Hier begann er als junger Student Volkslieder, Volksmärchen und Volksgedichte zu sammeln. Boratav wurde am İstanbul Lisesi ausgebildet und ging 1927 an die Universität Istanbul. Die prägenden Professoren während des Studiums waren der französische vergleichende Mythologe Georges Dumézil und der türkische Literaturkritiker Mehmet Fuat Köprülü. Boratav schloss sein Studium 1930 an der Fakultät für Türkische Sprache und Literatur ab. Von 1931 bis 1932 arbeitete er als Assistent des Historikers Mehmet Fuat Köprülü. Danach arbeitete Boratav von 1932 bis 1936 als Lehrer für türkische Literatur am Lise in Konya (türkisch Konya Lisesi). Zeitgleich lehrte er in Konya auch am Lehrerbildungsinstitut für Männer (türkisch Konya Erkek Öğretmen Okulu). 1936 ging Boratav mit seiner Frau, der Grundschullehrerin Hayrünnisa, nach Deutschland, um seine Deutschkenntnisse zu vertiefen. Er musste das nationalsozialistische Deutschland wegen politischer Äußerungen verlassen. Nach seiner Rückkehr arbeitete Boratav als Bibliothekar an der Schule für politische Studien (türkisch Mülkiye Mektebi) in Ankara.
Nach der Gründung die ersten Fakultät für Volksliteratur der Türkei 1946 war Boratav einer von drei Professoren, denen 1947 Förderung des Sozialismus und Unterminierung des Nationalismus vorgeworfen wurde. Obgleich 1948 in einem Prozess freigesprochen, wurde seine Fakultät geschlossen. Boratov war gezwungen, 1952 nach Paris zu ziehen, wo er bis an sein Lebensende blieb.
Als Student von Köprülü und Dumézil war Boratav auch von den Schriften Arnold van Genneps beeinflusst. Er leistete Pionierarbeit, indem er den darstellerischen Aspekten der Folklore Aufmerksamkeit schenkte. Boratav klassifizierte zusammen mit Wolfram Eberhard die türkischen Volksmärchen. Dabei wandte er den vergleichenden Ansatz von Antti Aarne an, indem er darauf bestand, dass einer detaillierten Klassifikation von Märchen einer speziellen Kultur Versuche kulturübergreifender Forschung voran gehen müssen.

## Schriften
- Gökoğlu Destanı, 1931
- Folklor ve Edebiyat I, 1939
- Bey Böyrek Hikayesine Ait Metinler, 1939
- Halk Edebiyatı Dersleri, 1943
- İzahlı Halk Şiiri antolojisi, 1946
- Halk hikâyeleri ve halk hikâyeciliği, 1946
- mit Wolfram Eberhard, Typen türkischer Volksmärchen, 1953
- Zaman Zaman İçinde, 1958
- Folklor ve Edebiyat II, 1954
- Les histoires d'ours en Anatolie, 1955
- Le Tekerleme, 1963
- Türkische Volksmärchen, 1967
- Az Gittik, Uz Gittik, 1969
- 100 Soruda Türk Folkloru, 1973
- Nasreddin Hoca, 1996